# Attigny (Vosges)
Pour les articles homonymes, voir Attigny.
Attigny est une commune française située dans le département des Vosges, en région Grand Est.

## Géographie

### Localisation
Attigny se trouve dans la vallée de la Saône, premier village en aval de Darney.
Le village d'Attigny est limitrophe des communes de Darney, Hennezel, Claudon, Monthureux-sur-Saône, Bleurville, Nonville et Belmont-lès-Darney.
Les villes voisines sont Darney, Claudon, Belmont-lès-Darney, Bonvillet, Nonville.
La grande ville la plus proche d’Attigny est Épinal, qui se trouve à 32,99 kilomètres au nord à vol d'oiseau.

### Géologie et relief
Attigny se trouve dans les espaces paysagers de la Vôge. La Saône dans la vallée de laquelle se trouve Attigny coule à peu près en bordure de la zone boisée.
La tranchée des 4 mares est un site naturel forestier qui regroupe une trentaine de mares jalonnant la Forêt Domaniale de Darney, sur la Commune d’Attigny,.

### Sismicité
La commune est classée en zone sismique 2 : faible,.

### Hydrographie et les eaux souterraines
La commune est située dans le bassin versant de la Saône au sein du bassin Rhône-Méditerranée-Corse. Elle est drainée par la Saône, l'Ourche, le ruisseau de Belmont, le ruisseau de la Voivre, le ruisseau des Essarts et le ruisseau Noires Gouttes.
La Saône prend sa source à Vioménil au pied du Ménamont, au sud des monts Faucilles à 405 m d'altitude. Elle conflue avec le Rhône à Lyon, à l'altitude de 163 mètres après avoir traversé le val de Saône.
L'Ourche, d'une longueur totale de 13,3 km, prend sa source dans la commune de Gruey-lès-Surance et se jette  dans la Saône à Claudon, après avoir traversé quatre communes.

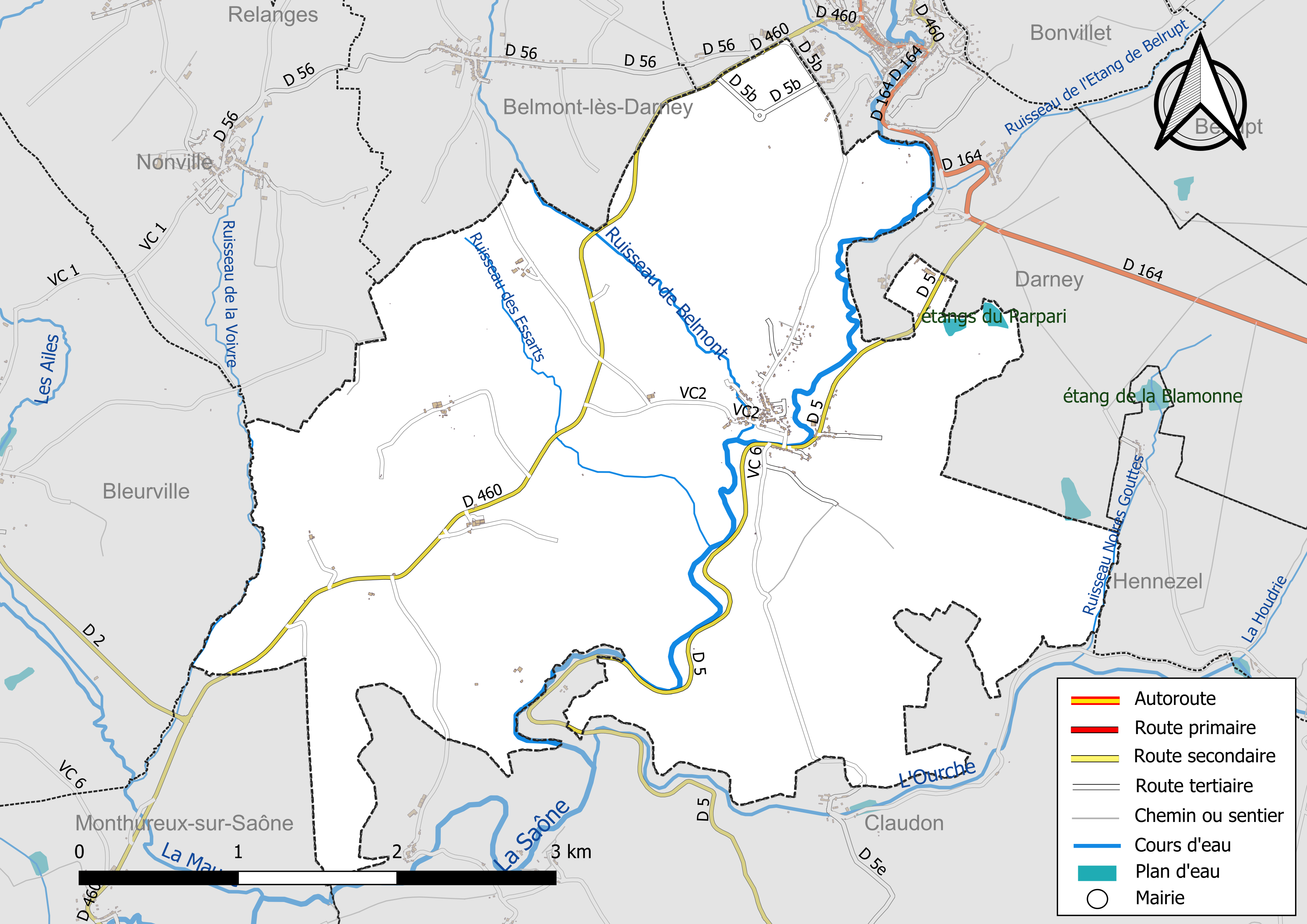
Réseaux hydrographique et routier d'Attigny.

Les étangs du Parpari et de la chesnaye complètent le réseau hydrographique.
La commune dispose par ailleurs d'un plan de prévention du risque inondation (PPRI).

#### Gestion et qualité des eaux
Le territoire communal est couvert par le schéma d'aménagement et de gestion des eaux (SAGE) « Nappe des Grès du Trias Inférieur ». Ce document de planification, dont le territoire comprend le périmètre de la zone de répartition des eaux de la nappe des Grès du trias inférieur (GTI), d'une superficie de 1 497 km2,  est en cours d'élaboration. L’objectif poursuivi est de stabiliser les niveaux piézométriques de la nappe des GTI et atteindre l'équilibre entre les prélèvements et la capacité de recharge de la nappe. Il doit être cohérent avec les objectifs de qualité définis dans les SDAGE Rhin-Meuse et Rhône-Méditerranée. La structure porteuse de l'élaboration et de la mise en œuvre est le conseil départemental des Vosges.
La qualité des eaux de baignade et des cours d’eau peut être consultée sur un site dédié géré par les agences de l’eau et l’Agence française pour la biodiversité.

### Climat
Pour des articles plus généraux, voir Climat du Grand Est et Climat des Vosges.
En 2010, le climat de la commune est de type climat de montagne, selon une étude du Centre national de la recherche scientifique s'appuyant sur une série de données couvrant la période 1971-2000. En 2020, Météo-France publie une typologie des climats de la France métropolitaine dans laquelle la commune est dans une zone de transition entre le climat océanique altéré et le climat océanique altéré et est dans la région climatique Lorraine, plateau de Langres, Morvan, caractérisée par un hiver rude (1,5 °C), des vents modérés et des brouillards fréquents en automne et hiver.
Pour la période 1971-2000, la température annuelle moyenne est de 9,7 °C, avec une amplitude thermique annuelle de 17,1 °C. Le cumul annuel moyen de précipitations est de 992 mm, avec 12,5 jours de précipitations en janvier et 9,6 jours en juillet. Pour la période 1991-2020, la température moyenne annuelle observée sur la station météorologique de Météo-France la plus proche, « Lignéville », sur la commune de Lignéville à 13 km à vol d'oiseau, est de 10,3 °C et le cumul annuel moyen de précipitations est de 856,3 mm. 
La température maximale relevée sur cette station est de 38,7 °C, atteinte le 25 juillet 2019 ; la température minimale est de −17,5 °C, atteinte le 20 décembre 2009,,.
Les paramètres climatiques de la commune ont été estimés pour le milieu du siècle (2041-2070) selon différents scénarios d'émission de gaz à effet de serre à partir des nouvelles projections climatiques de référence DRIAS-2020. Ils sont consultables sur un site dédié publié par Météo-France en novembre 2022.

### Voies de communications et transports

#### Voies routières
- Autoroute A31 : Échangeur Bulgnéville.

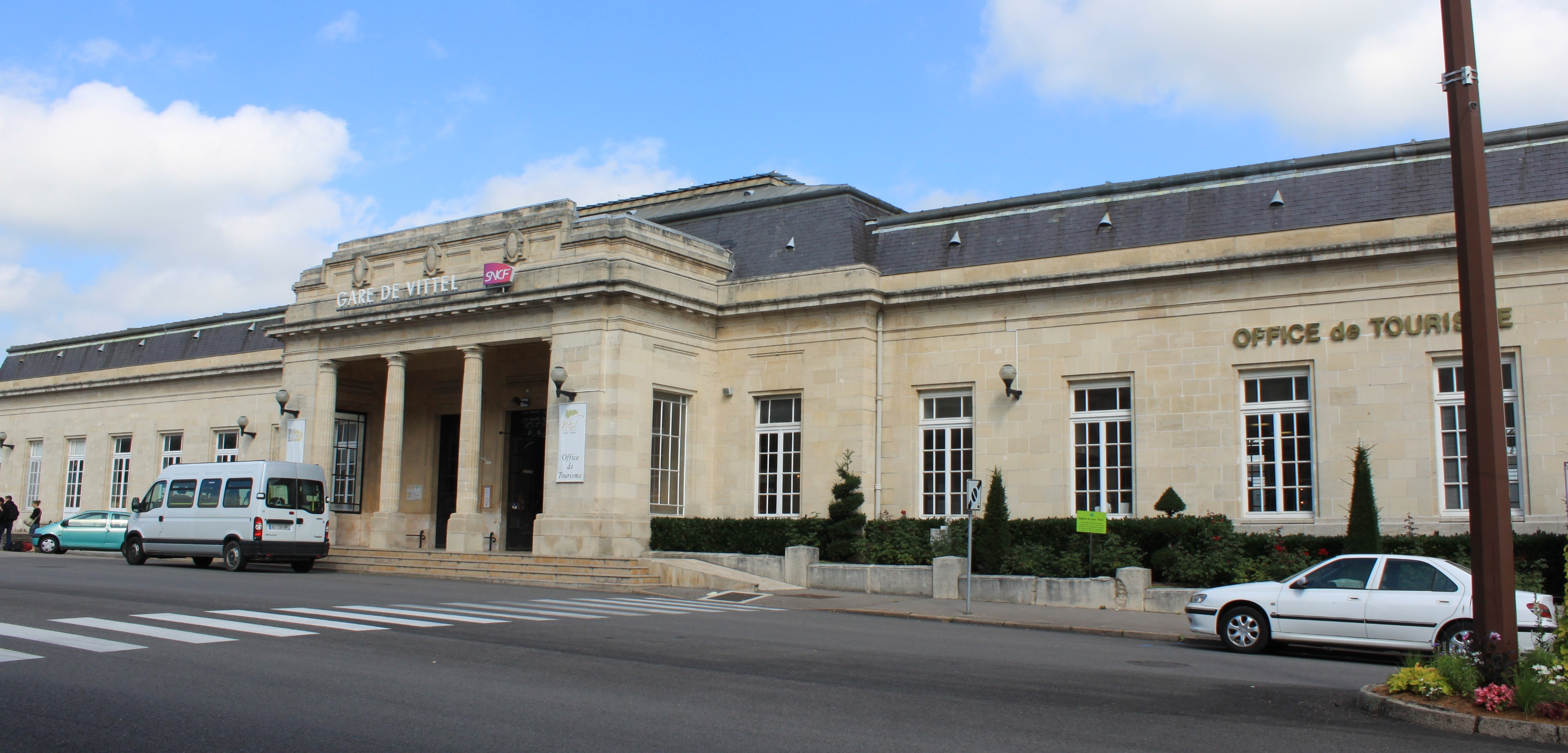
Gare de Vittel.

#### Transports en commun
- Fluo Grand Est.

#### Lignes SNCF
- La gare la plus proche d'Attigny se trouve à Vittel (16,87 kilomètres), Contrexéville (16,76 kilomètres).

## Urbanisme

### Typologie
Au 1er janvier 2024, Attigny est catégorisée commune rurale à habitat dispersé, selon la nouvelle grille communale de densité à sept niveaux définie par l'Insee en 2022.
Elle est située hors unité urbaine et hors attraction des villes,.

### Occupation des sols
L'occupation des sols de la commune, telle qu'elle ressort de la base de données européenne d’occupation biophysique des sols Corine Land Cover (CLC), est marquée par l'importance des territoires agricoles (64,9 % en 2018), en diminution par rapport à 1990 (67 %). La répartition détaillée en 2018 est la suivante : 
prairies (35 %), forêts (33 %), terres arables (20,9 %), zones agricoles hétérogènes (9 %), zones urbanisées (2,1 %). L'évolution de l’occupation des sols de la commune et de ses infrastructures peut être observée sur les différentes représentations cartographiques du territoire : la carte de Cassini (XVIIIe siècle), la carte d'état-major (1820-1866) et les cartes ou photos aériennes de l'IGN pour la période actuelle (1950 à aujourd'hui).

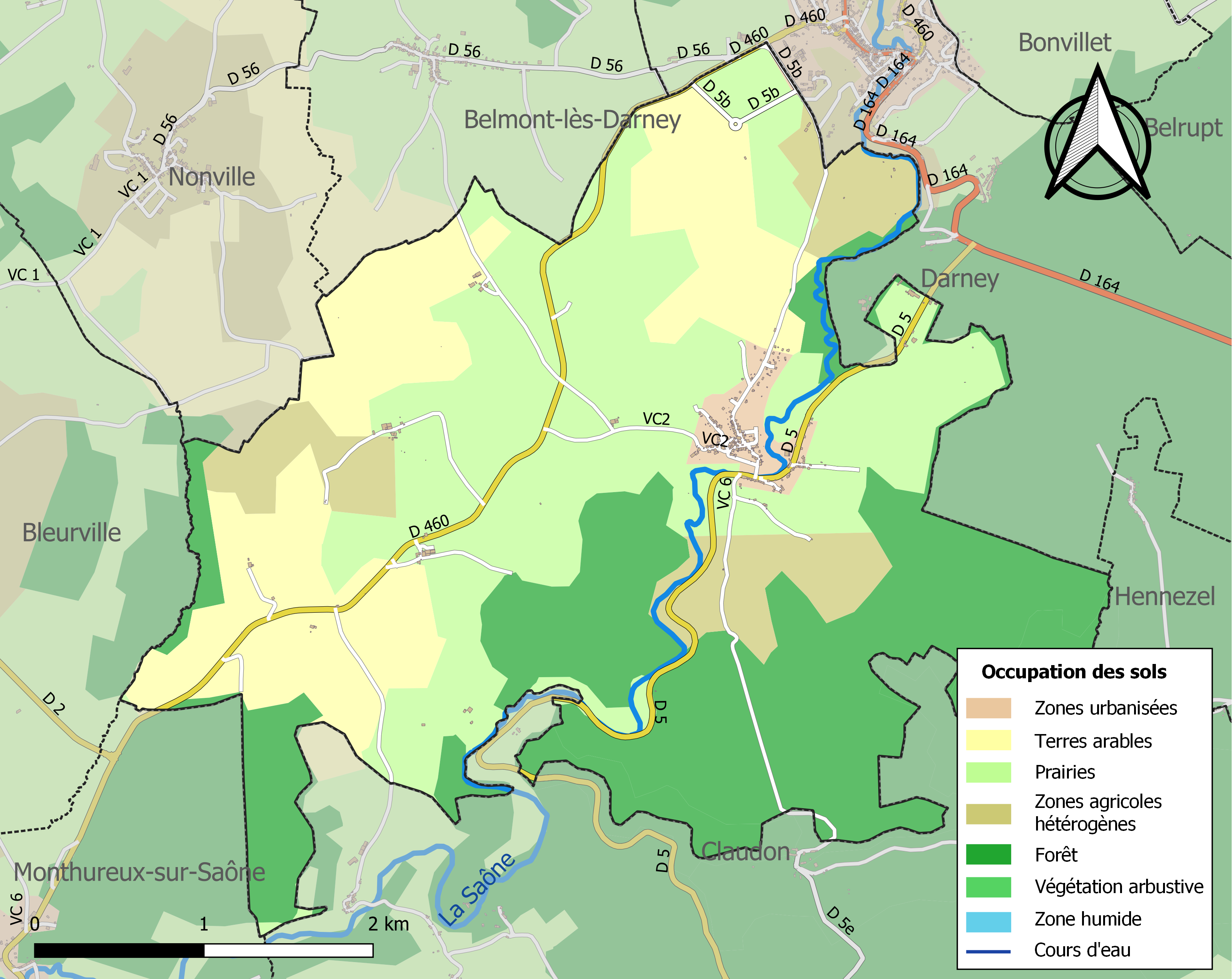
Carte des infrastructures et de l'occupation des sols de la commune en 2018 (CLC).

## Toponymie
Attines (XIIe siècle) ; Attigneii (1227 ); Atignei (1239) ; Autigney (1256 ); Autignei, Autigné (1260) ; Auptigné (1272) ; Autygné (1272 ); Autigneix (1315 ); Atignei (1316) ; Autygnei (1317) ; Atteneix (1325) ; Authigney (1337) ; Aithegny (1496) ; Atigney, Autigney (1535) ; Ategney, Ategny (1549) ; Attigney (1554) ; Attigny (1554) ; Aulthigney devant Darney (1562) ; Autigny près la Tour (1565) ; Attigny lez Darney (1566) ; Attegny (1570) ; Ategney (1574) ; Attegney (1599) ; Aultigny (1628) ; Autegny (1656)[réf. nécessaire].

## Histoire
La présence romaine est attestée par des vestiges d'habitations, des tuiles, des monnaies.
Attigny relevait en 1711 de la seigneurie des Bassompierre et du chapitre de Remiremont.
Le 4 décembre 1793, Nicolas Magnien demande d'enlever tout mobilier et signe religieux de l'église et de la fermer. Les objets sont ensuite apportés à Darney.
Le 27 juillet 1848, Victor Noir - de son vrai nom Yvan Salmon -, voit le jour dans la commune. Journaliste, il deviendra tristement célèbre pour avoir été assassiné à Paris le 10 janvier 1870 par le cousin de l'Empereur Napoléon III, Pierre-Napoléon Bonaparte. Son meurtre, survenu à un moment où le Second Empire est déjà plus que chancelant, suscite auprès de la population une vaste vague d'indignation et de contestation envers le pouvoir impérial. Il repose aujourd'hui au cimetière du Père-Lachaise à Paris, et son gisant, réalisé par le sculpteur français Jules Dalou grandeur nature, est l'objet encore de nos jours de certaines passions…

## Politique et administration
| Période                                  | Période                       | Identité      | Étiquette | Qualité  |
| ---------------------------------------- | ----------------------------- | ------------- | --------- | -------- |
| Les données manquantes sont à compléter. |                               |               |           |          |
| avant mars 2001                          | En cours (au 18 février 2015) | François Joly | DVD       | Retraité |

### Budget et fiscalité 2022
En 2022, le budget de la commune était constitué ainsi :
- total des produits de fonctionnement : 187 000 €, soit 845 € par habitant ;
- total des charges de fonctionnement : 145 000 €, soit 655 € par habitant ;
- total des ressources d'investissement : 27 000 €, soit 121 € par habitant ;
- total des emplois d'investissement : 42 000 €, soit 189 € par habitant ;
- endettement : 459 000 €, soit 2 076 € par habitant.

Avec les taux de fiscalité suivants :
- taxe d'habitation : 23,62 % ;
- taxe foncière sur les propriétés bâties : 40,79 % ;
- taxe foncière sur les propriétés non bâties : 22,22 % ;
- taxe additionnelle à la taxe foncière sur les propriétés non bâties : 0,00 % ;
- cotisation foncière des entreprises : 0,00 %.

Chiffres clés Revenus et pauvreté des ménages en 2021 : médiane en 2021 du revenu disponible, par unité de consommation : 21 530 €.

## Population et société

### Démographie

#### Évolution démographique
La commune fait partie de la Communauté de communes "du Pays de Saône et les 258 habitants du village de Attigny vivent sur une superficie totale de 16 km2 avec une densité de 16 habitants par km2 et à une moyenne d’altitude de 260 m.
Depuis le dernier recensement de 1999 à 2008, la population est passée de 275 à 258 et a légèrement diminué de -6,18%.
L'évolution du nombre d'habitants est connue à travers les recensements de la population effectués dans la commune depuis 1793. Pour les communes de moins de 10 000 habitants, une enquête de recensement portant sur toute la population est réalisée tous les cinq ans, les populations de référence des années intermédiaires étant quant à elles estimées par interpolation ou extrapolation. Pour la commune, le premier recensement exhaustif entrant dans le cadre du nouveau dispositif a été réalisé en 2005.

En 2022, la commune comptait 202 habitants, en évolution de −14,04 % par rapport à 2016 (Vosges : −2,96 %, France hors Mayotte : +2,11 %).
| 1793 | 1800 | 1806 | 1821 | 1831 | 1836 | 1841 | 1846 | 1856 |
| ---- | ---- | ---- | ---- | ---- | ---- | ---- | ---- | ---- |
| 662  | 682  | 716  | 761  | 800  | 918  | 941  | 898  | 778  |

| 1861 | 1866 | 1876 | 1881 | 1886 | 1891 | 1896 | 1901 | 1906 |
| ---- | ---- | ---- | ---- | ---- | ---- | ---- | ---- | ---- |
| 786  | 808  | 740  | 689  | 810  | 578  | 513  | 518  | 505  |

| 1911 | 1921 | 1926 | 1931 | 1936 | 1946 | 1954 | 1962 | 1968 |
| ---- | ---- | ---- | ---- | ---- | ---- | ---- | ---- | ---- |
| 503  | 412  | 380  | 320  | 312  | 356  | 365  | 361  | 332  |

| 1975 | 1982 | 1990 | 1999 | 2005 | 2006 | 2010 | 2015 | 2020 |
| ---- | ---- | ---- | ---- | ---- | ---- | ---- | ---- | ---- |
| 307  | 305  | 280  | 278  | 262  | 258  | 259  | 238  | 203  |

| 2022 | - | - | - | - | - | - | - | - |
| ---- | - | - | - | - | - | - | - | - |
| 202  | - | - | - | - | - | - | - | - |

### Enseignement
Établissements d'enseignements :
- Écoles maternelles et primaires à Darney, Monthureux-sur-Saône, Hennezel, Viviers-le-Gras.
- Collèges à Monthureux-sur-Saône, Martigny-les-Bains, Vauvillers, Contrexéville, Vittel.
- Lycées à Contrexéville, La Vôge-les-Bains, Harol, Mandres-sur-Vair.

### Santé
Professionnels et établissements de santé :
- Médecins à Darney, Monthureux-sur-Saône, Passavant-la-Rochère, Lerrain, Vittel.
- Pharmacies à  Darney, Monthureux-sur-Saône, Hennezel, Passavant-la-Rochère, Lerrain, Vittel.
- Hôpitaux à Vittel, Lamarche, Ville-sur-Illon.

### Cultes
- Culte catholique, Paroisse Saint-Martin-de-la-Forêt[34], Diocèse de Saint-Dié.

## Économie

### Entreprises et commerces

#### Agriculture
- Appellation d'origine « Miel de sapin des Vosges »[35].
- Culture de céréales, de légumineuses et de graines oléagineuses.
- Culture et élevage associés.
- Élevage de vaches laitières.
- Élevage d'autres bovins et de buffles.
- Élevage d'ovins et de caprins.
- Élevage d'autres animaux.

#### Tourisme
- Hébergements et restauration à Claudon, Monthureux-sur-Saône, Dombasle-devant-Darney, Bains-les-Bains, Vittel.

#### Commerces
- Commerces et services de proximité.

## Culture locale et patrimoine
Le village d'Attigny avait conservé au XIXe siècle le sobriquet d'Attigny-les-Moqueurs, et l'on nommait Cras d'Attigny, quelques coteaux qui furent sans doute autrefois couverts de vignobles.

### Lieux et monuments

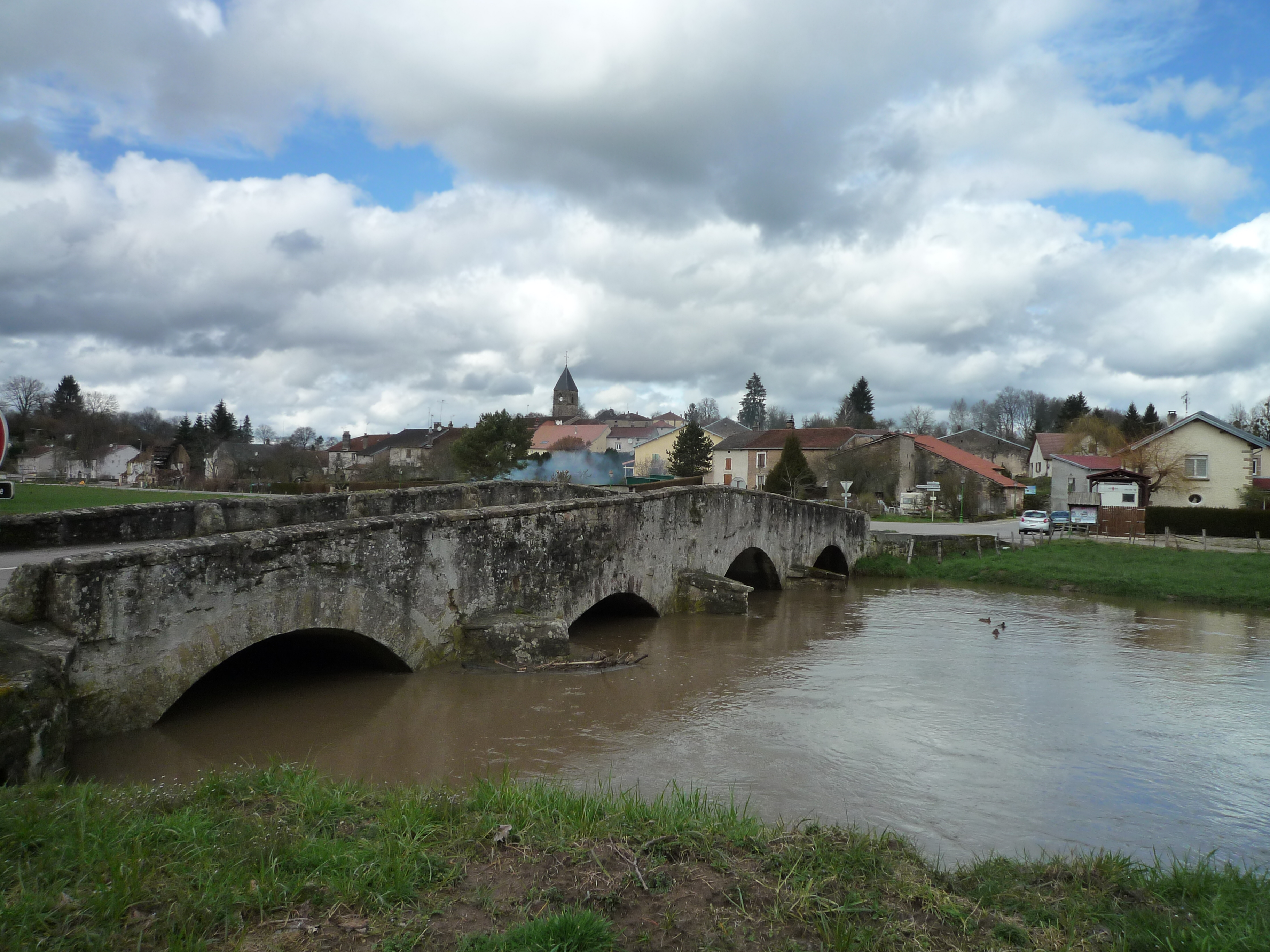
La Saône, après une semaine de pluie, au pont d'Attigny.

- Monument Victor Noir : stèle en grès des Vosges réalisée par le sculpteur Jean-Louis Rollin, de Bleurville (fin XXe siècle)
- Pont du XVIIe siècle ;
- Château datant du milieu XVIIIe siècle, construit par Gabriel de Bourgogne (?), sur la route de Darney, au milieu d'un domaine clos de murs. Le château lui-même est une grosse maison bourgeoise du XVIIIe siècle de plan carré et avec un toit mansardé. Il est plus récent que son entourage de murs percés de canonnières. Il n'y eut jamais de seigneur haut-justicier résidant au village, la terre appartenant au prieuré de Relanges[37]. En revanche, des petits nobles issus du verre ou des armes y bâtirent des demeures : Gabriel de Bourgogne est sans doute responsable de la construction du château, d'autant que Stanislas avait érigé en sa faveur un fief à Attigny.

Colombier à l'angle du jardin du château
- Église de la Nativité du XVIe siècle, qui a remplacé un édifice plus ancien dont il ne reste que les chapiteaux à feuilles d'eau du début du XIIIe siècle. Chœur entièrement remanié en 1852[39].

Patrimoine mobilier :
Retable, tableau : la Vierge et l'Enfant remettant le rosaire à Saint Dominique et sainte Catherine ;
Statuettes : Saint André, saint Nicolas, Vierge à l’Enfant, saint Laurent (?), groupe sculpté : l'Éducation de la Vierge ;
Statuette : Saint André ;
Statuette Saint Nicolas ;
Vierge à l'Enfant du début du XVIe ;
- Chapelle Claude Brizot, ancien ermitage, reconstruit au XIXe siècle par Pierre de Finance d'Attigny[46].

Statue de Notre-Dame-de-Pitié du XVIe siècle.
- Patrimoine architectural rural recensé par le service de l'Inventaire général du patrimoine culturel[47].

Fontaine - lavoir - abreuvoir.
Puits.
- Monument aux morts[50] et plaque commémorative 1914-1918[51].

### Personnalités liées à la commune
- Charles d'Hennezel de Valleroy (1747-1833), général d'Empire né à Attigny.
- Victor Noir, journaliste (1848-1870) né à Attigny[52], , tué à l'âge de 21 ans d'un coup de feu par le prince Pierre Napoléon Bonaparte..
- Emmanuel De Finance, qui habita le château d'Attigny[53]
- Les soldats médaillés de Sainte-Hélène[54] ; et Charles Auguste Morel, nommé en 1875, dans l'Ordre national de la Légion d'honneur[55]

### Héraldique, logotype et devise
Commune sans blason.

## Pour approfondir